# Sebastián Penco
Sebastián Ariel Penco (Morón, 22 settembre 1983) è un calciatore argentino, attaccante svincolato.

## Caratteristiche tecniche
È un centravanti.